# Liège-Bastogne-Liège 1976
La 62e édition de Liège-Bastogne-Liège a eu lieu le 18 avril 1976 et a été remportée par le Belge Joseph Bruyère.

## Déroulement de la course
Lieutenant d'Eddy Merckx, quintuple vainqueur de la Doyenne, Joseph Bruyère reçoit de son chef de fil la mission de durcir la course à partir des côtes de Wanne, Stockeu et la Haute-Levée Il réalise tellement bien sa mission que le seul Herman Van Springel parvient à s'accrocher dans son sillage. Il lâche ce dernier dans la côte de la Redoute et file vers la cité ardente où il franchit la ligne d'arrivée du boulevard de la Sauvenière avec une confortable avance de 4 minutes et 40 secondes sur un groupe de 10 unités contrôlé par un Eddy Merckx mué en équipier de luxe. 
Joseph Bruyère est le premier Liégeois vainqueur de la Doyenne dans sa province depuis 43 ans et la victoire de François Gardier en 1933. Il s'agissait du dernier podium 100 % belge (avec Freddy Maertens et Frans Verbeeck) jusqu'à celui de 2022.
Sur les 128 cyclistes qui ont pris le départ, 34 terminent la course, soit un peu plus d'un quart des partants.

## Classement
| n° | Coureur                  | Équipe     | Temps           |
| -- | ------------------------ | ---------- | --------------- |
| 1  | Joseph Bruyère           | Molteni    | 6 h 31 min 00 s |
| 2  | Freddy Maertens          | Flandria   | à 4 min 40 s    |
| 3  | Frans Verbeeck           | Ijsboerke  | m.t.            |
| 4  | Jean-Pierre Danguillaume | Peugeot    | m.t.            |
| 5  | Hennie Kuiper            | TI-Raleigh | m.t.            |
| 6  | Eddy Merckx              | Molteni    | m.t.            |
| 7  | Régis Ovion              | Peugeot    | m.t.            |
| 8  | Raymond Poulidor         | Gan        | m.t.            |
| 9  | Herman Van Springel      | Flandria   | m.t.            |
| 10 | Joop Zoetemelk           | Gan        | m.t.            |